# ウラジオストク時間
|  | UTC+2  | MSK-1 | カリーニングラード時間 (KALT) |
|  | UTC+3  | MSK   | モスクワ時間 (MSK)            |
|  | UTC+4  | MSK+1 | サマラ時間 (SAMT)             |
|  | UTC+5  | MSK+2 | エカテリンブルク時間 (YEKT)   |
|  | UTC+6  | MSK+3 | オムスク時間 (OMST)           |
|  | UTC+7  | MSK+4 | クラスノヤルスク時間 (KRAT)   |
|  | UTC+8  | MSK+5 | イルクーツク時間 (IRKT)       |
|  | UTC+9  | MSK+6 | ヤクーツク時間 (YAKT)         |
|  | UTC+10 | MSK+7 | ウラジオストク時間 (VLAT)     |
|  | UTC+11 | MSK+8 | マガダン時間 (MAGT)           |
|  | UTC+12 | MSK+9 | カムチャツカ時間 (PETT)       |

ウラジオストク時間（ウラジオストクじかん、ロシア語: владивостокское время, ラテン文字転写: vladivostokskoe vremya、英語: Vladivostok Time, VLAT）は、協定世界時 (UTC) を10時間進ませた (UTC+10) ロシアの標準時である。
ロシア西端のカリーニングラード時間から数えて第9なので、ロシア第9標準時とも呼ばれる。モスクワ時間 (MSK) を基準としてMSK+7とも表す。
2011年3月27日までは冬時間が UTC+10 で、ウラジオストク夏時間 (Vladivostok Summer Time、VLAST) が UTC+11 だったが、それまでの夏時間を通年の標準時とする形で夏時間制が廃止された。2014年10月26日からは、2011年3月27日以前の冬時間を通年の標準時とする形で UTC+10 となった。
1997年3月30日から2016年3月26日まではサハリン州、2014年10月26日から2016年4月23日まではマガダン州でも使用されていた。
1930年にソ連全体で標準時が1時間進められた影響で、ほぼ同経度の日本標準時 (UTC+9) より1時間進んでいる（ロシアの標準時全般に同様のことが言える）。

## 採用地域と主要都市
- 沿海地方
  - ウラジオストク
  - ナホトカ
- ユダヤ自治州
  - ビロビジャン
- ハバロフスク地方
  - ハバロフスク
  - ブラゴベシチェンスク
  - コムソモリスク・ナ・アムーレ
- サハ共和国の一部
  - ベルホヤンスク
  - オイミャコン

## 関連
- ロシア時間